# Rafael Addison
Rafael Addison (Jersey City, 22 luglio 1964) è un ex cestista statunitense, professionista nella NBA, in Italia e in Grecia.

## Caratteristiche tecniche
Alto 202 cm, giocava nel ruolo di ala piccola.

## Carriera
È stato selezionato dai Phoenix Suns al secondo giro del Draft NBA 1986 (39ª scelta assoluta).

## Palmarès
- Coppa Italia: 1

Pall. Treviso: 1994